# روجر هوفمان
روجر هوفمان (بالإنجليزية: Roger Huffman)‏ هو مدير فني أمريكي، ولد في 4 نوفمبر 1929 في كيلدير، داكوتا الشمالية في الولايات المتحدة.